# Angel Heart (película)
Angel Heart (El corazón del ángel en España, Corazón diabólico en Hispanoamérica) es una película neo-noir de terror psicológico de 1987 escrita y dirigida por Alan Parker, y protagonizada por Mickey Rourke, Robert De Niro, Lisa Bonet y Charlotte Rampling. El guion se basa en la novela de William Hjortsberg Falling Angel.

## Argumento
La historia comienza en Nueva York, 1955. Harry Angel (Mickey Rourke), un investigador privado poco ortodoxo, es contratado por Louis Cyphre (Robert De Niro) para localizar a Johnny Favourite, un famoso cantante herido en la Segunda Guerra Mundial y hospitalizado con daño cerebral, y cuyo paradero se desconoce. Cyphre quiere que Favourite le pague una deuda que contrajo con él años atrás.
Pero hay más que lo que inicialmente aparece en el caso: Angel descubre en el hospital que han falsificado los papeles sobre Favourite, y que una noche dos personas se lo llevaron en un coche.
Las diversas pistas llevan a Angel a viajar a Nueva Orleans, donde se ve envuelto en un mundo de vudú y satanismo. Allí conocerá a Epiphany Proudfoot (Lisa Bonet), por la que se sentirá atraído; que es hija de una practicante-sacerdotisa de vudú que amaba a Favourite.
Pero nada es lo que parece: todas las personas que tenían alguna relación con el caso van apareciendo muertas una tras otra.
Conforme más se va acercando a descubrir la verdad, una sensación, mezcla de miedo y malestar, va engullendo a Harry Angel, desembocando en un inesperado final donde todas las incógnitas se verán resueltas.

## Reparto
- Mickey Rourke - Harry Angel
- Robert De Niro - Louis Cyphre
- Lisa Bonet - Epiphany Proudfoot
- Charlotte Rampling - Margaret Krusemark
- Stocker Fontelieu - Ethan Krusemark
- Brownie McGhee - Toots Sweet
- Michael Higgins - Dr. Albert Fowler
- Elizabeth Whitcraft - Connie
- Charles Gordone - Spider Simpson
- Dann Florek - Herman Winesap
- Kathleen Wilhoite - Enfermera
- Pruitt Taylor Vince - Detective Deimos

## Premios y nominaciones
| Premio               | Categoría                          | Receptor(es)   | Resultado |
| -------------------- | ---------------------------------- | -------------- | --------- |
| Premios Saturn       | Mejor actor de reparto             | Robert De Niro | Nominado  |
| Premios Saturn       | Mejor actriz de reparto            | Lisa Bonet     | Nominada  |
| Premios Saturn       | Mejor guion                        | Alan Parker    | Nominado  |
| Premios Júpiter      | Mejor actor internacional          | Mickey Rourke  | Ganador   |
| Premios Young Artist | Mejor actriz joven en una película | Lisa Bonet     | Ganadora  |